# Centromerus dilutus
Centromerus dilutus là một loài nhện trong họ Linyphiidae. Chúng được Octavius Pickard-Cambridge miêu tả năm 1875.